# Consorte real
Consorte real é o cônjuge do monarca. Assim, tem-se os termos princesa consorte, príncipe consorte, rainha consorte, rei consorte, imperatriz consorte. Estes são títulos normalmente dados, conforme for adequado nas normas das realezas monárquicas, ao monarca que está casado com o monarca reinante, e com este conceito contrasta. Em reconhecimento do seu estatuto, ao monarca consorte pode ser dado um título formal. No entanto, a maior parte das monarquias não tem regras formais sobre o estatuto de consorte, principalmente quando for masculino, de modo que é comum essa pessoa não ter quaisquer títulos.
Comumente, as consortes femininas compartilham a posição de seus esposos (em monarquias de leis sálicas ou semissálicas) e detêm a equivalência feminina dos títulos monárquicos desses. Em geral, as esposas dos monarcas não têm nenhum poder, ou seja, não exercem nenhum papel constitucional, por si só. Sempre que algum título que não o do rei esteja na posse do soberano, a sua esposa é referida pelo equivalente feminino, "imperatriz consorte" como é no Japão, e foi no Brasil ou "princesa consorte" com é em Mônaco e Liechtenstein. Em monarquias onde a poligamia foi praticada (como Marrocos, Tailândia), ou ainda é praticada (como em KwaZulu-Natal), nenhuma das esposas do rei ou apenas algumas podem ostentar o título de rainha. Em Marrocos a esposa do rei não goza de um título real, apesar de o atual rei Maomé VI de Marrocos ter feito uma ruptura na tradição e ter dado à sua esposa Lalla Salma o título de "princesa". Na Tailândia, tradicionalmente uma mulher do rei só se torna rainha se ela descender de pais possuidores de um título real (também uma prática comum na Europa até bem ao século XX), e existem várias gradações do título real de rainha para o qual uma consorte pode ser elevada. Entre os zulus, apesar de a todas as esposas do rei poder ser concedido o título de rainha e de Sua Alteza Real, apenas a "Grande Esposa" é considerada a rainha consorte. No entanto, muitas vezes, a rainha consorte do rei falecido (a rainha-viúva ou rainha-mãe) tem servido como regente enquanto o seu filho, o sucessor do trono, ainda é menor de idade, como por exemplo: Teofânia Escleraina, Ema de Waldeck e Pyrmont, Maria de Guise, Leonor Teles, Maria de Médici, Catarina de Áustria e Catarina de Médici.
Hoje em dia, muitas vezes é apenas um título simbólico, sendo que a única função constitucional do titular é produzir um herdeiro ao trono. Espanha, Portugal, Inglaterra e Escócia, têm tido, ou tiveram, reis consorte; no entanto, uma vez que o posto de rei é normalmente superior, hierarquicamente, ao de rainha, na maior parte das monarquias, ao esposo da rainha é dado o título de "príncipe consorte", como no caso do príncipe Alberto, esposo da rainha Vitória do Reino Unido. Na Dinamarca e nos Países Baixos, o cônjuge da rainha é feito príncipe. Na Espanha, se uma mulher ascender ao trono espanhol, o seu cônjuge poderá receber dela (ou não, o artigo n.º 58 da atual Constituição Espanhola dá liberdade) o título de rei consorte, como foi o caso de Francisco, Duque de Cádis, esposo da rainha Isabel II de Espanha.

## Em Portugal
Em Portugal, existem condições específicas para um consorte masculino ser um rei consorte: ter um herdeiro real. Foi o que aconteceu por duas vezes, primeiro em finais dos anos do século XVIII, quando a rainha Maria I de Portugal, que começou a reinar em 1777, deu ao seu cônjuge (e tio) o título de rei consorte.
Em 1836, D. Maria II de Portugal casou com o seu segundo esposo, Fernando de Saxe-Coburgo-Gota, um primo directo do príncipe Alberto de Saxe-Coburgo-Gota. Fernando ganhou o título de rei consorte em 1837, logo que o seu primeiro filho nasceu, e ele reinou como Fernando II, juntamente com a sua esposa. O primeiro esposo, Augusto de Beauharnais, era apenas príncipe consorte, porque ele morreu antes que pudesse suportar um herdeiro real.
Uma particularidade existente em Portugal é que também os reis consortes são numerados, como se pode ver pelos exemplos dos reis consortes D. Pedro III (cônjuge da rainha D. Maria I de Portugal) e D. Fernando II (cônjuge da rainha D. Maria II de Portugal). Esta é uma das razões de o príncipe D. Pedro de Alcântara ter reinado com o título de D. Pedro IV de Portugal.

## Consortes atuais

### Princesas consortes atuais
- Princesa Charlene, consorte do Príncipe Alberto II de Mônaco
- Lalla Salma, consorte do Rei Maomé VI de Marrocos

### Grã-Duquesas consortes atuais
- Grã-Duquesa Maria Teresa, consorte do Grão-Duque Henrique

### Rainhas consortes atuais
- Rainha Nanasipauʻu Tukuʻaho, consorte do Rei Tupou VI de Tonga
- Rainha Masenate Mohato Seeiso, consorte do Rei Letsie III do Lesoto
- Rainha Jetsun Pema, consorte do Rei Jigme Khesar Namgyal Wangchuck do Butão
- Rainha Anak Saleha, consorte do Sultão Hassanal Bolkiah do Brunei
- Rainha Máxima, consorte do Rei Guilherme Alexandre dos Países Baixos
- Rainha Matilde, consorte do Rei Filipe da Bélgica
- Rainha Rania, consorte do Rei Abdullah II da Jordânia
- Rainha Sílvia, consorte do Rei Carlos XVI Gustavo da Suécia
- Rainha Letícia, consorte do Rei Filipe VI da Espanha
- Rainha Sônia, consorte do Rei Haroldo V da Noruega
- Rainha Camila, consorte do Rei Carlos III do Reino Unido
- Rainha Maria, consorte do Rei Frederico X da Dinamarca

### Imperatrizes consortes atuais
- Imperatriz Masako, consorte do Imperador Naruhito do Japão